# YUKI (Whiteberryの曲)
「YUKI」（ユキ）は、Whiteberryの1枚目のシングル。1999年12月8日発売。

## 解説
当時JUDY AND MARYのリーダーだった恩田快人の作曲、坂井紀雄＆恩田快人のプロデュースでリリースされ、スマッシュヒットとなる。表題曲はフジテレビ系列のテレビ番組『めちゃ²イケてるッ!』のエンディングテーマ曲に選ばれ、同番組内にてWhiteberryが紹介された。

## 収録曲
1. YUKI（作詞：Whiteberry、作曲：恩田快人）
フジテレビ系『めちゃ²イケてるッ!』の8代目のエンディングテーマに起用され、広島センター街のCMソング（プロモーション・ビデオの一部が流れていた）でも起用された。
2. 空の飛び方 〜曇り/晴れ〜（作詞：前田由紀、作曲：坂井紀雄）